# 蒙哥馬利縣 (伊利諾伊州)
蒙哥馬利縣（英語：Montgomery County）是美國伊利諾伊州的一個縣。面積1,838平方公里。根據美國2000年人口普查，共有人口30,652人。縣治希爾斯波洛（Hillsboro）。
成立於1821年2月21日。縣名紀念美國獨立戰爭中戰死的理查·蒙哥馬利。